# Baboon-Syndrom
Als Baboon-Syndrom (englisch baboon ‚Pavian‘; die wörtliche Übersetzung Pavian-Syndrom hat sich im deutschsprachigen Raum nur wenig etabliert), auch als SDRIFE abgekürzt (engl. symmetric drug-related intertriginous and flexural exanthema ‚symmetrisches arzneimittelbedingtes intertriginöses und flexurales Exanthem‘), bezeichnet man ein Arzneimittelexanthem, das sich durch eine Rotfärbung der Haut im Bereich des Gesäßes, der Genitalien und Gelenkbeugen manifestiert.

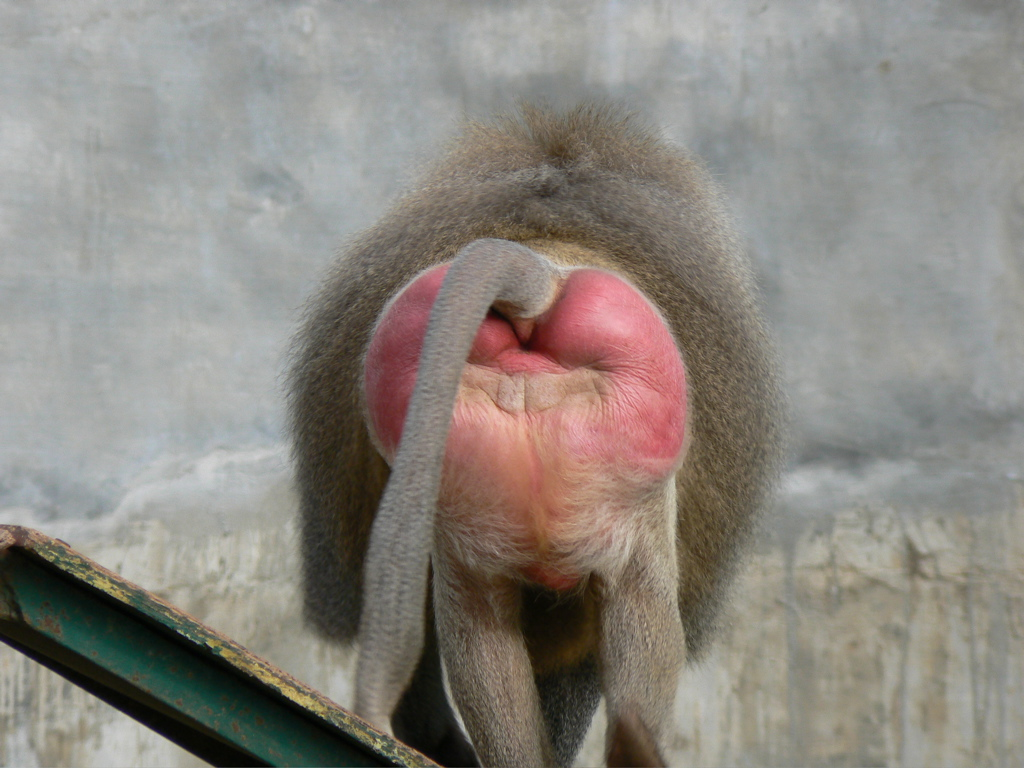
Die bei Pavianen natürlicherweise rote Glutealregion hat dem Baboon-Syndrom beim Menschen den Namen gegeben.

## Beschreibung
Das Baboon-Syndrom wird durch die systemische Aufnahme einer Substanz, meist eines Medikamentes ausgelöst. Die klassischen Kontaktallergene sind dabei ausgeschlossen. Nach der Aufnahme des Allergens bilden sich Hautrötungen (Erythema) im Bereich des Gesäßes, beziehungsweise der Perianalregion und/oder V-förmig im Bereich der Leistenbeuge (Inguinae). Das Erythem ist beidseitig oder symmetrisch und mindestens eine weitere Flexur ist betroffen. Es treten keine systemischen Symptome auf.

## Häufigkeit
Seit der Erstbeschreibung 1984 wurden bis zum Jahr 2011 weltweit rund 100 Fälle bekannt. Das Baboon-Syndrom tritt daher ausgesprochen selten auf.

## Ursachen und Pathologie
Zu den Substanzen, die ein Baboon-Syndrom auslösen können, gehören unter anderem Ampicillin und Amoxicillin, Mesalazin, metallisches Nickel und Quecksilber, beziehungsweise deren Verbindungen, Iod-haltige Kontrastmittel, Heparin, Allopurinol, Omeprazol, Cetuximab und Terbinafin.
Die Hautreaktion manifestiert sich erst mehrere Stunden (bis zu 72 Stunden) nach der Verabreichung der Allergie-auslösenden Substanz.
Der Pathomechanismus ist eine hämatogen vermittelte (Ausbreitung über das Blutgefäßsystem) Kontaktallergie vom zellvermittelten Typ IV.

## Differentialdiagnose
Bei der Differentialdiagnose sind vom Baboon-Syndrom die Intertrigo, das Analekzem, Mykosen, eine systemische Kontaktdermatitis, ein initiales Staphylococcal scalded skin syndrome (SSSS) und ein toxisches Schocksyndrom (TSS) zu unterscheiden.

## Behandlung
Das Baboon-Syndrom ist grundsätzlich eine gutartige Erkrankung. Die Erytheme verschwinden meist ein bis zwei Wochen nach dem letzten Kontakt mit dem auslösenden Allergen. Bisher wurden noch keine Fälle berichtet, in denen die Rötung oder Teile davon zurückblieben. Die topische Anwendung von Corticosteroiden kann in schweren Fällen die Symptome lindern.

## Erstbeschreibung
Das Baboon-Syndrom wurde erstmals 1984 von den dänischen Dermatologen Klaus Ejner Andersen, Niels Hjorth und Torkil Menné vom Universitätsklinikum Odense beschrieben.

## Weiterführende Literatur
- Baboon-Syndrom. In: Peter Altmeyers Enzyklopädie der Dermatologie, Venerologie, Allergologie, Umweltmedizin. onlineversion, Springer, 2017.
- P. Thomas, B. Summer: Hämatogenes Kontaktekzem. In: G. Plewig, P. Kaudewitz, C. A. Sander: Fortschritte der Praktischen Dermatologie und Venerologie. Gabler Wissenschaftsverlage, 2005, ISBN 3-540-21055-5, S. 168–170. eingeschränkte Vorschau in der Google-Buchsuche
- P. Häusermann, T. Harr, A. J. Bircher: Baboon syndrome resulting from systemic drugs: is there strife between SDRIFE and allergic contact dermatitis syndrome? In: Contact Dermatitis Band 51, Nummer 5–6, 2004 Nov-Dec, S. 297–310, doi:10.1111/j.0105-1873.2004.00445.x. PMID 15606657. (Review).
- A. Miyahara, H. Kawashima u. a.: A new proposal for a clinical-oriented subclassification of baboon syndrome and a review of baboon syndrome. In: Asian Pacific Journal of Allergy and Immunology Band 29, Nummer 2, Juni 2011, S. 150–160, PMID 21980830. (Review).